# Samba de Amigo

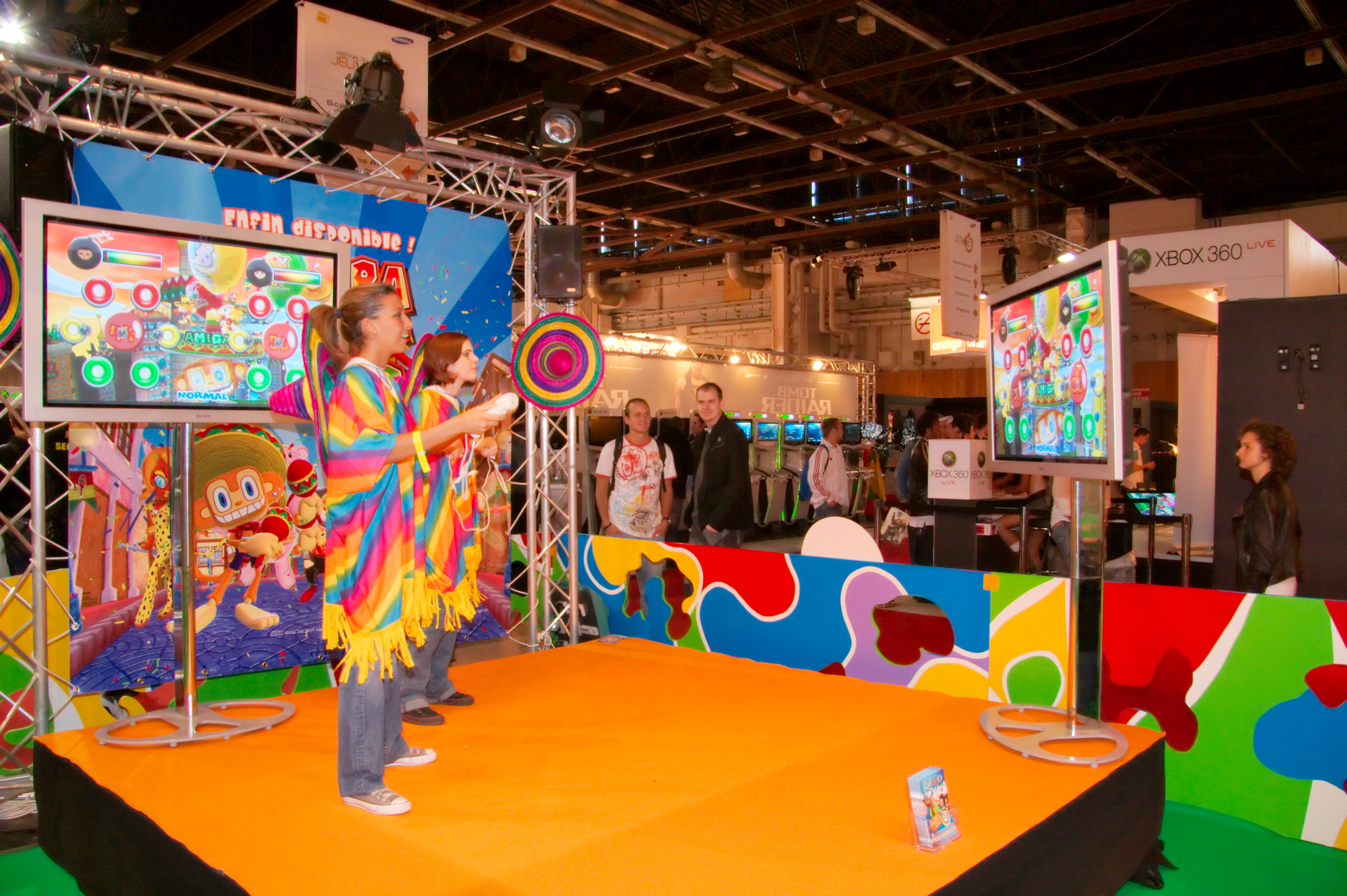
Zwei Spielerinnen spielen Samba de Amigo auf dem Festival du jeu video (Paris)

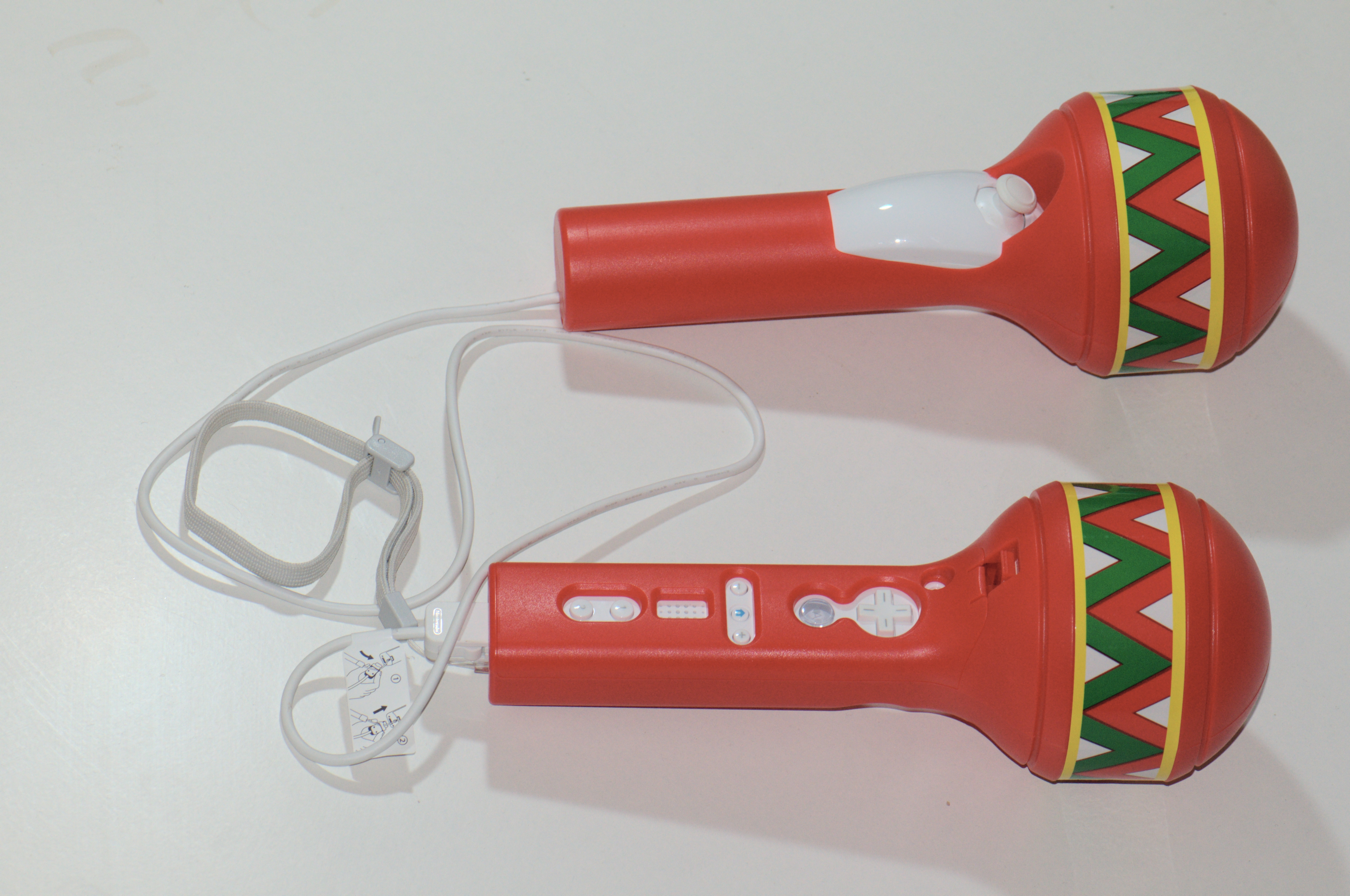
Maraca-Hüllen für die Wiimote für Samba de Amigo

Samba de Amigo ist ein Musikspiel der Firma Sonic Team für die Spielkonsolen Dreamcast und Wii, bei dem mittels enthaltenen Maraca-Controllern ablaufende Lieder begleitet werden müssen. Über Infrarotsensoren wird die Höhe der Handbewegungen ermittelt und mit der Vorgabe auf dem TV-Bildschirm abgeglichen, bei der Dreamcastversion mittels Ultraschall. Der Soundtrack bietet bekannte Latino-Hits à la „Macarena“, „Samba de Janeiro“ und „Tequila“.

## Steuerung
Man hat zwei Maracas, jeweils eine in einer Hand. Auf dem Bildschirm befinden sich ringförmig angeordnet sechs kleine Kreise, an den Positionen oben links, Mitte links, unten links, unten rechts, Mitte rechts und oben rechts. Aus der Bildschirm-Mitte kommen nun immer kleine blaue Kugeln angeflogen, die auf einen der Kreise zusteuern. Sobald sich eine blaue Kugel in der Mitte eines Kreises befindet, muss eine Maraca in der entsprechenden Position geschüttelt werden. Ein Beispiel: eine blaue Kugel fliegt aus der Mitte auf den Kreis Links-Unten zu. Sobald sie in der Mitte des Kreises ist, muss man eine Maraca links unten schütteln; diese Maraca kann sowohl die Linke als auch die Rechte sein, aber es ist sinnvoller die linke herzunehmen, weil dann der Weg nach Links-Unten kürzer ist.
So leicht wird es einem aber nicht immer gemacht, normalerweise muss man immer zwei Maracas gleichzeitig bedienen, also beispielsweise die Linke unten schütteln und die Rechte in der Mitte. Eine gute Augen-Hand-Koordination ist auf jeden Fall vonnöten, sonst hat man gar keine Chance. Ab und an werden auch noch Strichmännchen-Bildchen eingeblendet, die eine bestimmte Maraca-Haltung stilisieren. Dann gilt es, innerhalb von wenigen Sekunden sich genau so zu positionieren.
Die Leistung des Spielers wird auf einer Skala von A bis E beurteilt. Der Spieler fängt mit dem Ranking C an und sobald man sich verbessert, steigt man einen Rang höher. Wenn man schon das schlechteste Ranking „E“ hat und sich noch verschlechtert, dann erscheint das vorzeitige Game Over (außer im Trainings-Modus, da gilt die Beschränkung nicht).

## Spielmodi
- Arcade: Die originale Spielhallenfassung. Drei Lieder (Samba de Janeiro, Tubthumping und Cup of Live) stehen zur Auswahl, wenn man eines mit Ranking „A“ abschließt, kann man jeweils ein neues Lied freispielen.
- Original: Dieser Modus ähnelt dem Arcade-Modus der Spielhallenfassung. Zur Auswahl stehen alle Lieder des Arcade-Modus sowie die aus dem Internet heruntergeladenen Lieder.
- Challenge: Es stehen verschiedene Mission an, die man eine nach der anderen erfüllen muss. Wenn man sich gut schlägt, bekommt man neue Lieder und darf sich ganz zum Schluss sogar „Maraca-King“ nennen!
- Party: Mehrspieler-Modi, bei denen nötigenfalls der Dreamcast den zweiten Spieler emuliert, sowie ein Haufen Mini-Games. Zu zweit kann man entweder den Battle-Mode spielen, bei dem jeder eine Energieleiste hat, die der Gegenspieler verringern kann, wenn er gut spielt, macht man einen Fehler, wird bei einem selber Energie abgezogen. Im Couples Mode wird stattdessen die Synchronität der Bewegungen der Spieler beurteilt und anschließend eine Prozentzahl ausgespuckt, die die Liebes-Chancen der beiden Spieler angibt. Und zum Schluss gibt es noch fünf abwechslungsreiche Mini-Spielchen, die völlig unterschiedliche Anforderungen an Reaktionsschnelle und Muskelkraft stellen. Ein Mini-Spiel ist ein Whac-A-Mole-Spiel.
- Training: Nichts weiter als der Original-Modus zu Übungszwecken, also ohne Game Over. Sonst eigentlich keine Unterschiede.
- Internet: Verbindet mit der Samba-de-Amigo-Homepage, auf der man sich neue Lieder herunterladen kann, zum Beispiel „Open Your Heart“, „Burning Hearts“ (Japanische Fassung), „Dreams Dreams“, aber auch All-Time-Hits wie das After-Burner- oder das Rent-a-Hero-Hauptthema.
- Options: Rekorde anschauen, Sound Test, Soundeffekte für die Maracas ein- oder ausschalten oder 60-Hz-Modus.

## Songliste
Die folgenden Lieder sind in der Dreamcast-Samba-de-Amigo-Version enthalten:
- Samba de Janeiro – Bellini
- Tubthumping
- Mambo Beat
- Macarena – Los del Río
- Mas Que Nada – Sergio Mendes
- Take on Me – Reel Big Fish
- La Bamba
- Tequila
- Soul Bossa Nova
- Love Lease
- The Theme of Inoki
- El Mambo
- El Ritmo Tropical
- The Cup of Life – Ricky Martin
- Living la Vida Loca
- Samba de Amigo
- Open Your Heart
- Sonic – You Can Do Anything
- Super Sonic Racing
- Burning Hearts
- Dreams Dreams
- Magical Sound Shower
- After Burner
- Opa-Opa!
- Rent a Hero No.1

## Alternativen
- Da die Dreamcast nicht mehr produziert wird, ist auch „Samba De Amigo“ kaum mehr erhältlich. In Deutschland war das Spiel limitiert und hatte mit Maracas einen Preis von 400 DM.
- Eine preiswerte Alternative zum Originalspiel stellt das Playstation-2-Spiel „Sega Superstars“ dar. Die Steuerung des Spiels erfolgt nicht wie im Original durch Maraca-Controller, sondern über die EyeToy-Kamera.
- Im Oktober 2008 erschien eine gleichnamige Neuauflage für die Wii von Nintendo. Da die Wiimote schon selbst einen Bewegungssensor hat, ist hier teure Zusatz-Hardware nicht mehr nötig. Maracas-Aufsätze für die Wiimote-/Nunchuk-Controller kosteten nur wenige Euro.
- Im Jahr 2023 kam eine Neuauflage für die Nintendo Switch. Für die dazu gehörigen Joy-Con-Controller gibt es ebenfalls Maracas-Aufsätze für wenige Euro.